# Smittia nudipennis
Smittia nudipennis är en tvåvingeart som först beskrevs av Maurice Emile Marie Goetghebuer 1913.  Smittia nudipennis ingår i släktet Smittia och familjen fjädermyggor. Arten är reproducerande i Sverige. Inga underarter finns listade i Catalogue of Life.